# إيفرتون كوستا
إيفرتون كوستا (بالبرتغالية: Éverton Santos da Costa‏) هو لاعب كرة قدم برازيلي في مركز الهجوم، ولد في 6 يناير 1986 في بونتا غروسا في البرازيل. لعب مع باوليستا وغريميو بورتو أليغرينزي ونادي إنترناسيونال ونادي باهيا ونادي سانتوس ونادي فاسكو دا غاما ونادي فريدريكستاد ونادي كاشياس دو سول ونادي كوريتيبا.

## وصلات خارجية
- إيفرتون كوستا على موقع قاعدة بيانات كرة القدم.إي يو (الإنجليزية)
- إيفرتون كوستا على موقع Soccerway.com (الإنجليزية)